# Hypena albicomma
Hypena albicomma là một loài bướm đêm trong họ Erebidae.